# William Shakespeare-szobor (Central Park)
A William Shakespeare-szobor John Quincy Adams Ward által alkotott köztéri szobor New York városában, Manhattanben, a Central Parkban, amely William Shakespeare (1564–1616) angol drámaírót ábrázolja. A bronzból készült egész alakos alkotást 1870-ben készítették, felavatására 1872-ben került sor a Central Parkban.